# 41P/Туттля — Джакобини — Кресака
Комета Туттля — Джакобини — Кресака (англ. 41P/Tuttle–Giacobini–Kresák) — короткопериодическая комета из семейства Юпитера, которая была открыта 3 мая 1858 года американским астрономом Хорасом Туттлем в Гарвардской обсерватории и двигалась по небу в созвездии Малого Льва. Комета обладает довольно коротким периодом обращения вокруг Солнца — чуть более 5,4 года.
- Орбита кометы Туттля — Джакобини — Кресака и её положение в Солнечной системе

## История открытия
Как позже было установлено, на момент открытия комета находилась всего в 0,36 а. е. от Земли и всего в одном дне от перигелия. Что с одной стороны способствовало её открытию, а с другой сокращало возможное время наблюдения до одного месяца. Последний раз её видели 2 июня. Хотя сразу был ясен короткопериодический характер орбиты, из-за непродолжительности наблюдений не удалось установить точный период обращения кометы — по разным расчётам он колебался от 5,8 и до 7,5 лет. Подобный разброс крайне затруднял поиски кометы, поэтому не удивительно, что в следующий раз её смогли обнаружить лишь спустя несколько десятилетий.
1 июня 1907 года об открытии новой кометы заявил итальянский астроном Мишель Джакобини, который обнаружил её с помощью 40-сантиметрового телескопа обсерватории Ниццы. Он описал её как слабый объект с центральной конденсацией от 1,5 до 2 угловых минут в поперечнике. Никто поначалу не заметил сходства между этой орбитой и орбитой кометы Туттла 1858 года, однако к 1928 году А. К. Д. Кроммелин посвятил своё внимание этим двум кометам и смог математически связать явления 1858 и 1907 годов. Он давал прогнозы на возвращение кометы в 1928 и 1934 годах, но она так и не была найдена и вновь перешла в категорию утерянных.
В третий раз переоткрыть эту комету 24 апреля 1951 года удалось словацкому астроному Любору Кресаку в обсерватории Скалнате-Плесо, который описал её как объект магнитудой 10,0 m. К первой неделе мая было получено достаточно данных для расчёта орбиты и почти сразу стало ясно, что орбитальные параметры этой кометы совпадают с кометами, наблюдавшимися в 1858 и 1907 годах. Комета держала свою максимальную яркость около месяца, прежде чем она начала исчезать. Но на этот раз использовались более крупные телескопы, и за кометой следили до 9 августа. Это позволило гораздо точнее определить её орбиту, и астрономы смогли точно предсказать её последующее возвращение.

## История наблюдений
Хотя комету переоткрывали целых три раза, свою известность среди астрономов она получила не поэтому, а благодаря крайне примечательному возвращению 1973 года. Элизабет Рёмер и J. Q. Latta обнаружили комету 8 января с магнитудой 21,0 m. После чего её яркость продолжала постепенно нарастать вплоть до 20 мая, когда она достигла 14,0 m. Сюрприз произошёл в ночь с 26 на 27 мая, когда яркость кометы неожиданно подскочила по данным одного наблюдателя до 8,0 m, а по данным другого — до 5,0 m звёздной величины. К утру 27 числа у кометы появился длинный хвост 0,1—0,2 угловых градуса, а яркость достигла 4,0 m и держалась примерно на таком уровне в течение недели. В июне же яркость начала быстро снижаться: с 6,0 m в начале месяца до 14,0 m к концу. В ночь с 6 на 7 июля произошла ещё одна вспышка яркости, увеличившая магнитуду до 4,5 m, после чего комета быстро потускнела сначала до 9,5 m к 10 июля, а затем в августе вернулась к нормальной яркости. В последний раз комета наблюдалась 23 сентября с магнитудой 17,0 m.
Возвращение кометы 1978 года было не самым благоприятным для наблюдения, тем не менее множество астрономов сосредоточили на ней своё внимание ожидая повторения вспышек. В конечном счёте наблюдения охватили период с 8 ноября 1978 года по 7 января 1979 года, но никакой необычной активности не было отмечено, и яркость кометы никогда не превышала её прогнозируемой максимальной яркости 15,0 m.
Следующее примечательное возвращение произошло в 2001 году. Согласно расчётам комета должна была пройти перигелий 6 января 2001 года. При этом, хотя ожидаемая яркость кометы должна была достигнуть 12,0 m, из-за близости к Солнцу (всего 42°) условия для наблюдения кометы были довольно неблагоприятными, особенно для наблюдателей северного полушария. В ноябре 2000 года комета находилась на более высоком склонении, почти в 50° от Солнца, и наблюдения вскоре после середины месяца показали яркость кометы 15,0 m, что было близко к расчётному значению. Затем у неё была обнаружена кома 0,5 минут дуги. Ожидалось, что к концу месяца яркость вырастет до 14,0 m, но к 27 ноября она неожиданно подскочила до 10,0 m, а размер комы увеличился до 2—3 минут дуги. Чуть позже в декабре была зафиксирована ещё одна вспышка, увеличившая яркость кометы до 7,6 m.
Во время возвращения 2017 года комета в очередной раз стала объектом пристального внимания множества астрономов, из-за ожидавшегося тесного сближения с Землёй. Комета была восстановлена ещё 10 ноября 2016 года в рамках программы Pan-STARRS с яркостью 21,0 m. А 5 апреля 2017 года она подошла на рекордные 0,142 а. е. (21,3 млн км) к Земле и достигла видимой яркости 6,7 m. 9 апреля 2017 года в рамках проекта «Виртуальный телескоп» (совместно с обсерваторией Тенагра II) был сделан снимок кометы на фоне галактики NGC 6015. Чуть позже, 13 апреля 2017 года комета прошла точку перигелия на расстоянии 1,048 а. е.

## Сближение с планетами
В XX веке комета совершила пять тесных сближений с Землёй и два с Юпитером. В первой половине XXI века произойдёт ещё два сближения с Землёй и одно с Юпитером.
- 0,85 а. е. от Земли 29 мая 1907 года;
- 0,90 а. е. от Земли 20 июня 1940 года;
- 0,50 а. е. от Земли 17 мая 1951 года;
- 0,27 а. е. с Земли 12 апреля 1962 года;
- 0,85 а. е. от Земли 4 июня 1973 года;
- 0,37 а. е. от Юпитера 9 июня 1975 года;
  - уменьшение расстояния перигелия с 1,15 а. е. до 1,12 а. е.;
  - увеличение орбитального периода с 5,56 до 5,58 лет;
- 0,67 а. е. от Юпитера 16 февраля 1988 года;
  - уменьшение расстояния перигелия с 1,12 а. е. до 1,08 а. е.;
  - уменьшен орбитальный период с 5,58 до 5,46 лет;
- 0,94 а. е. от Земли 6 июля 2006 года;
- 0,14 а. е. от Земли 27 марта 2017 года;
- 0,52 а. е. от Юпитера 19 сентября 2046 года;
  - уменьшение расстояния перигелия с 1,08 а. е. до 1,07 а. е.;
  - увеличение орбитального периода с 5,49 до 5,50 лет.